# Luis Ribeiro
Luis Ribeiro (ur. w São Paulo) – brazylijski muzyk.
Ribeiro już w dzieciństwie grał widelcami i łyżkami. Kiedy miał 14 lat był jednym najmłodszych perkusistów Wai-Wai i później Camisa Verde e Branco Samba-School.
Na początku lat 90. XX wieku Luis przyjechał do Europy i wziął udział w I Jazz Festival New York - Brazylia - Berno z Teddym Bärlocheemr i Gilem Goldsteinem. 
Później przeniósł się do Austrii i studiował grę na bębnach na Uniwersytecie Muzyki i Sztuk Pięknych w Wiedniu. 
Ribeiro pracował z wielkim gwiazdami, od lokalnej do międzynarodowej sceny muzycznej, takimi jak Gloria Gaynor, Ricky Martin, Jarosław Zawadzki,  Bob Berg, Eric Marienthal, Bill Evans, Frank Gambale i Dean Brown, jak również z Byronem Stinglym, DJ-em Tomem Novym, The Vienna Art Orchestra & Rayem Andersonem, Dancing Stars I & II, Sandra Pires, Count Basic, Georg und Danzer Timna Brauer. 
Jego koncerty odbywają się w Europie, Ameryce Południowej i Afryce: Stadthalle, Wiener Musikverein, Konzerthaus i Brucknerhaus w Austrii, Meksyku, Hiszpanii, Portugalii, Turcji, Izraelu, Luksemburgu, Belgii, Danii, Francji, Włoszech, Brazylii, Senegalu, Gambii, Tanzanii, Niemczech, Chorwacji, na Węgrzech, w Polsce, Belgradzie, Pradze.

## Dyskografia
- 2002 - Pan Yapa i magiczna załoga
- 2002 - Justyna Steczkowska Alkimja
- 2009 - Karimski Club Herbert